# قنفذي مرتفع
القنفذي المرتفع نوع نباتي ينتمي إلى جنس القنفذي من الفصيلة النجمية. هو أكبر أنواع هذا الجنس وينتشر في كندا وشمال غرب الولايات المتحدة كحشيشة.